# Juan Bautista Marlats

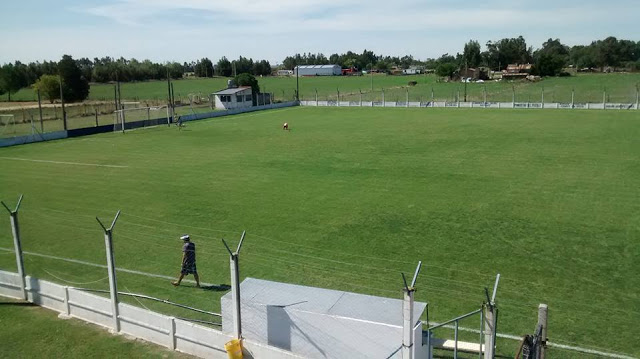
Estadio de Independiente (Juan Bautista Marlats)

Juan Bautista Marlats Es el estadio del Club Atlético Independiente (San Cayetano). Está situado en calle 14 de Julio s/n, entre Av. Peron (ex Uriburu) y calle 43 de la ciudad de San Cayetano, en la provincia de Buenos Aires. Cuenta con una capacidad de 250 espectadores, posee una tribuna de concreto y sobre ella se encuentran las cabinas de transmisión utilizadas por la prensa. Dispone de cantinas tanto en parcialidad local como visitante, y cuerpos de baños.
Ubicación en mapa

## Historia
En 1930 el club adquiere los terrenos para emplazar el campo de juego, al que hoy conocemos como “Juan Bautista Marlats”, inaugurándose oficialmente el día 25 de mayo del mismo año. El 8 de abril de 1934 se inauguran las banderas y tribuna techada. Hoy en día, la tribuna está bautizada bajo el nombre "Horacio Chilo Benitez" desde el año 2010. El vestuario local, en su planta baja, lleva el nombre de "Pedro Alberto Cabanas" desde 1992 y, en su planta alta, porta desde el 2021 el nombre "Brian Pavita Cortadi".